# Košická futbalová aréna
Het Košická futbalová aréna is een multifunctioneel stadion in Košice, een plaats in Slowakije. 
Na het afbreken van het Všešportový areál, dat in Košice stond, werd dit stadion gebouwd. De bouw van het stadion begon in 2018 en duurde tot 2022. De eerste wedstrijd die plaatsvond was die tussen FC Košice en FK Slavoj Trebišov. Een vriendschappelijk duel op 12 februari 2022. In het stadion is plaats voor 5.836 toeschouwers. Dit aantal wordt uitgebreid naar 12.658. 
Het stadion wordt vooral gebruikt voor voetbalwedstrijden, de voetbalclub FC Košice maakt gebruik van dit stadion. De Oekraïense voetbalclub SK Dnipro-1 maakt gebruik van dit stadion voor het spelen van wedstrijden in de UEFA Europa Conference League. Zij kunnen volgens de Europese standaarden niet in het eigen stadion spelen. Dit komt door de Russische invasie in Oekraïne.

## Afbeeldingen

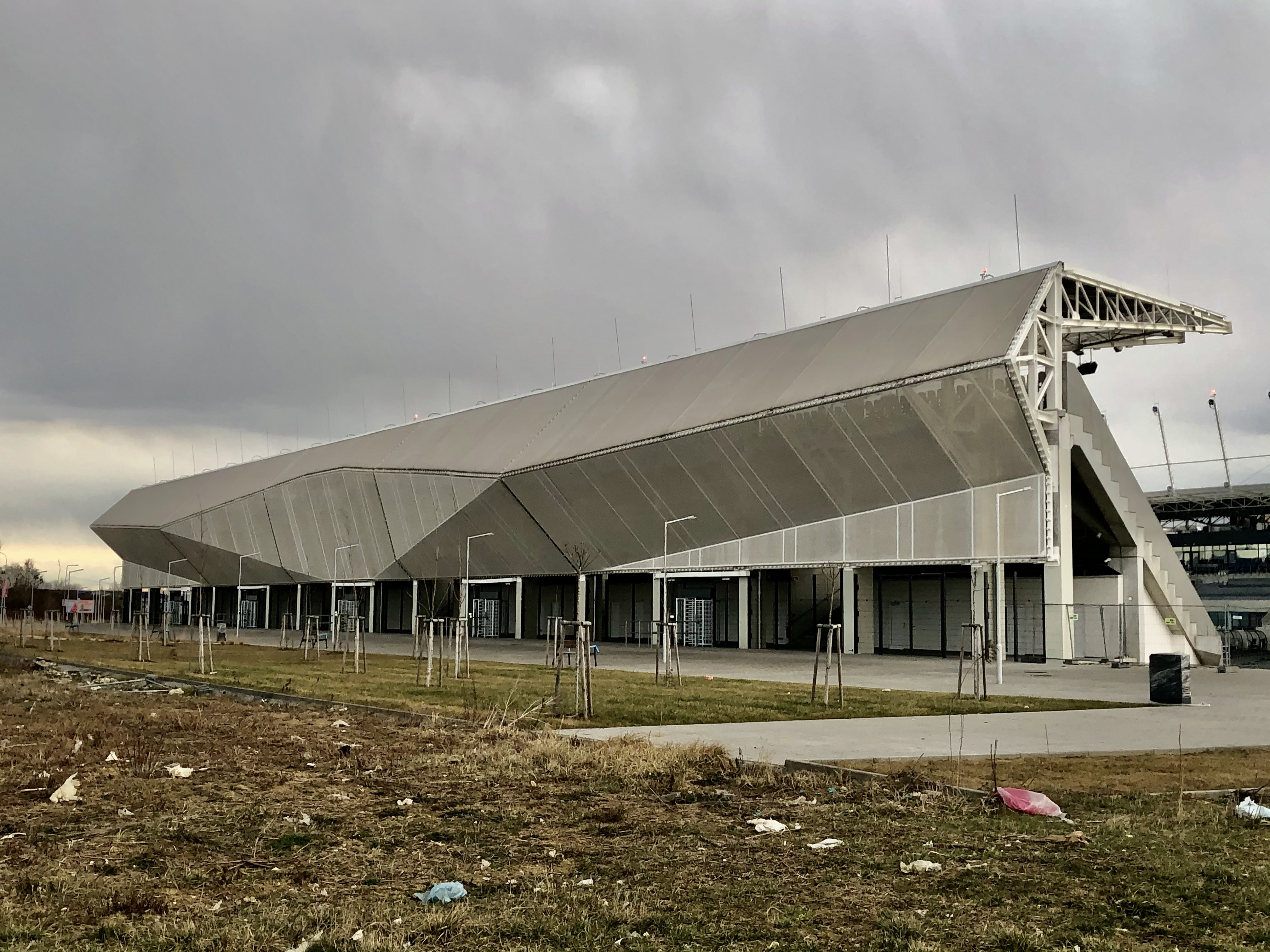
Foto gemaakt vanaf de achterkant.
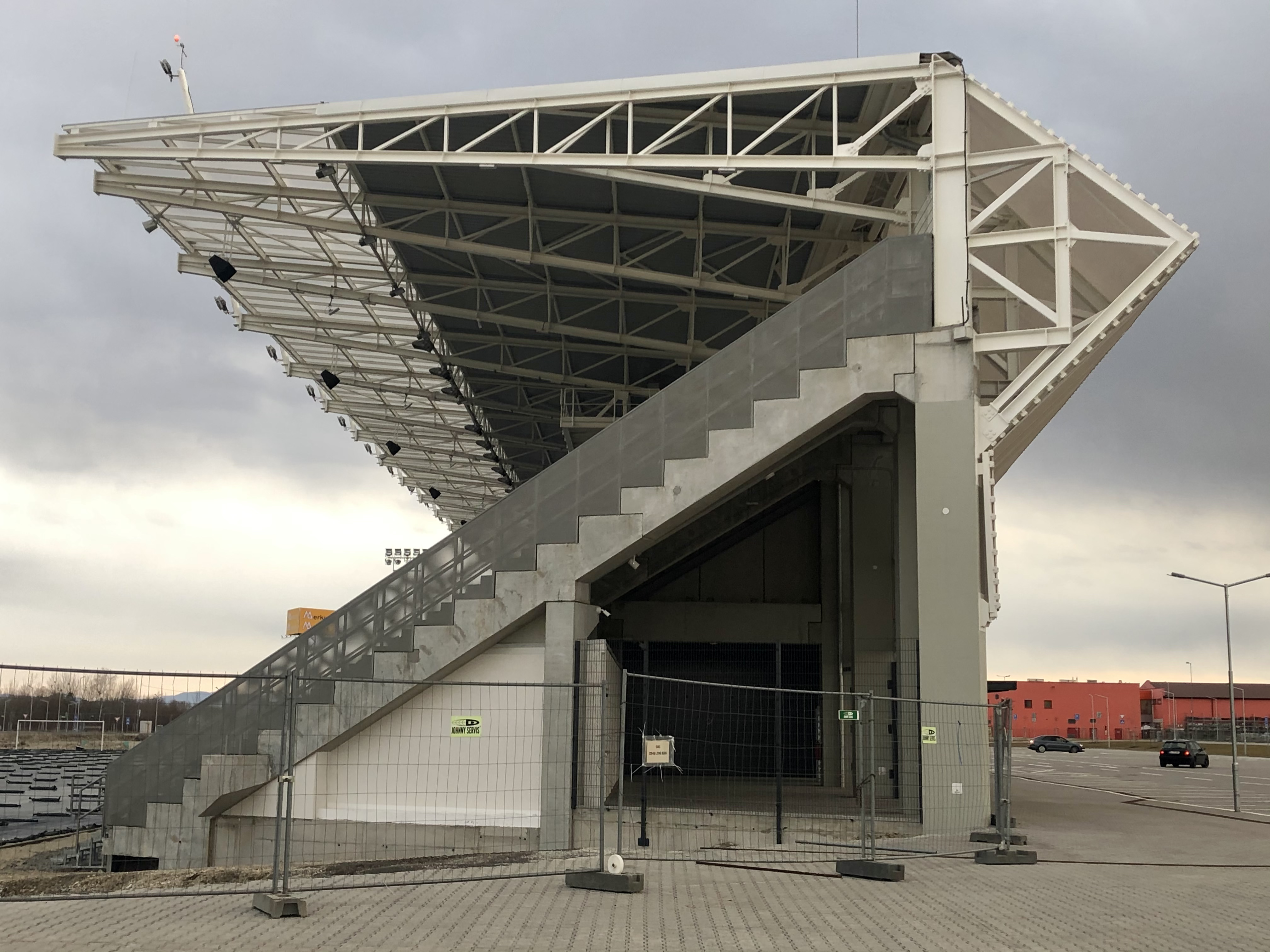
Stadion vanaf de zijkant.
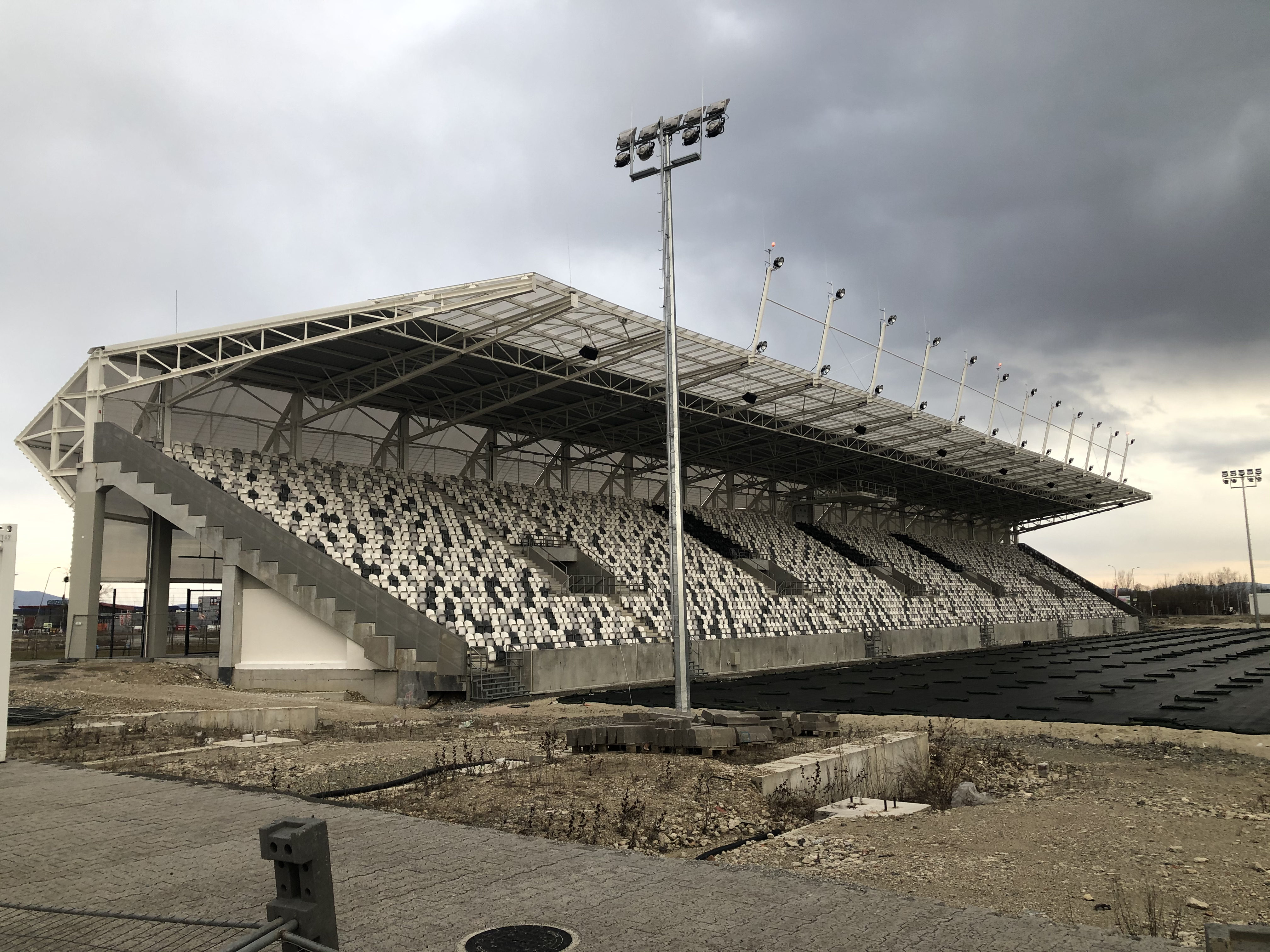
Tribune A
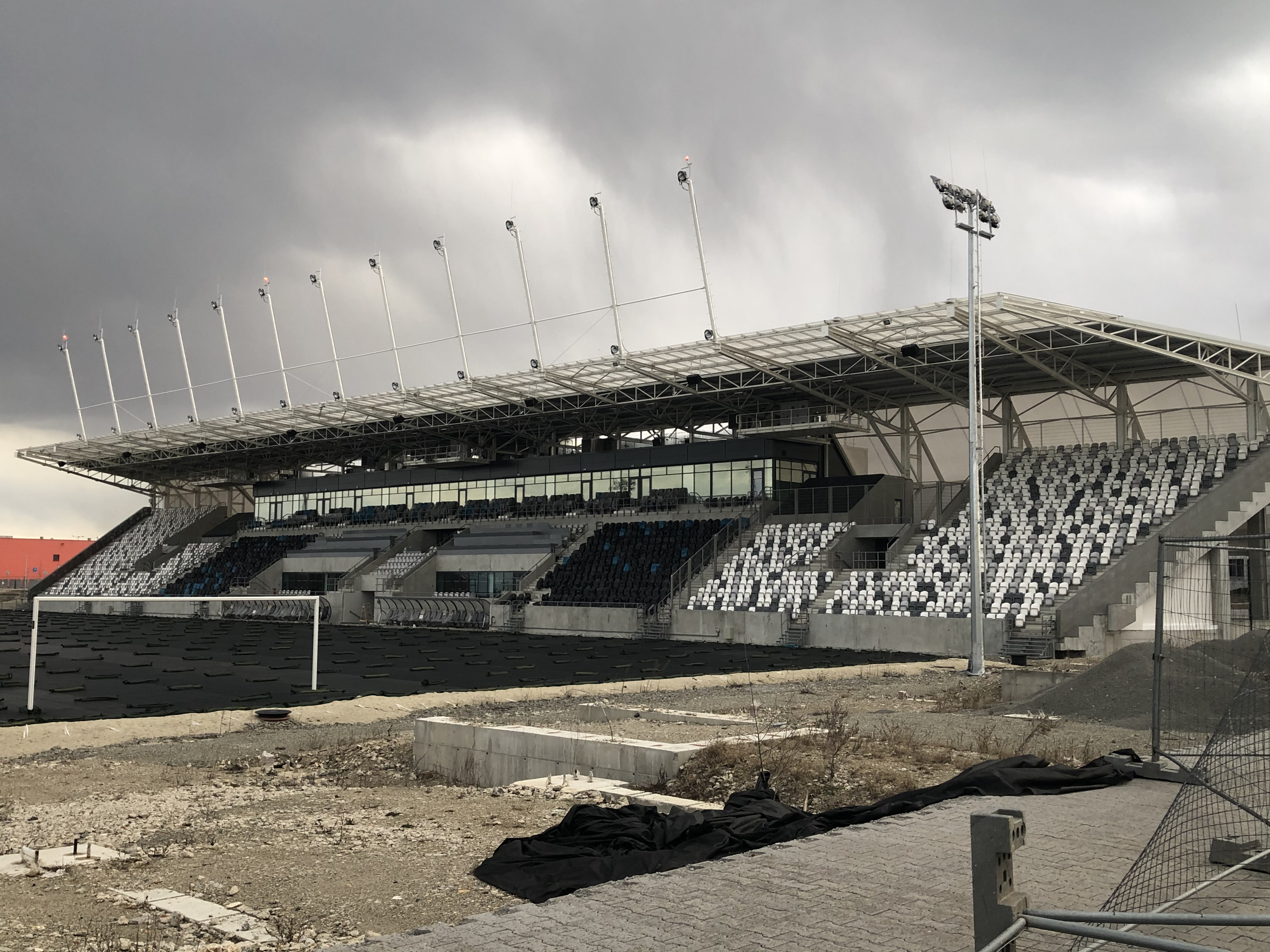
Tribune C
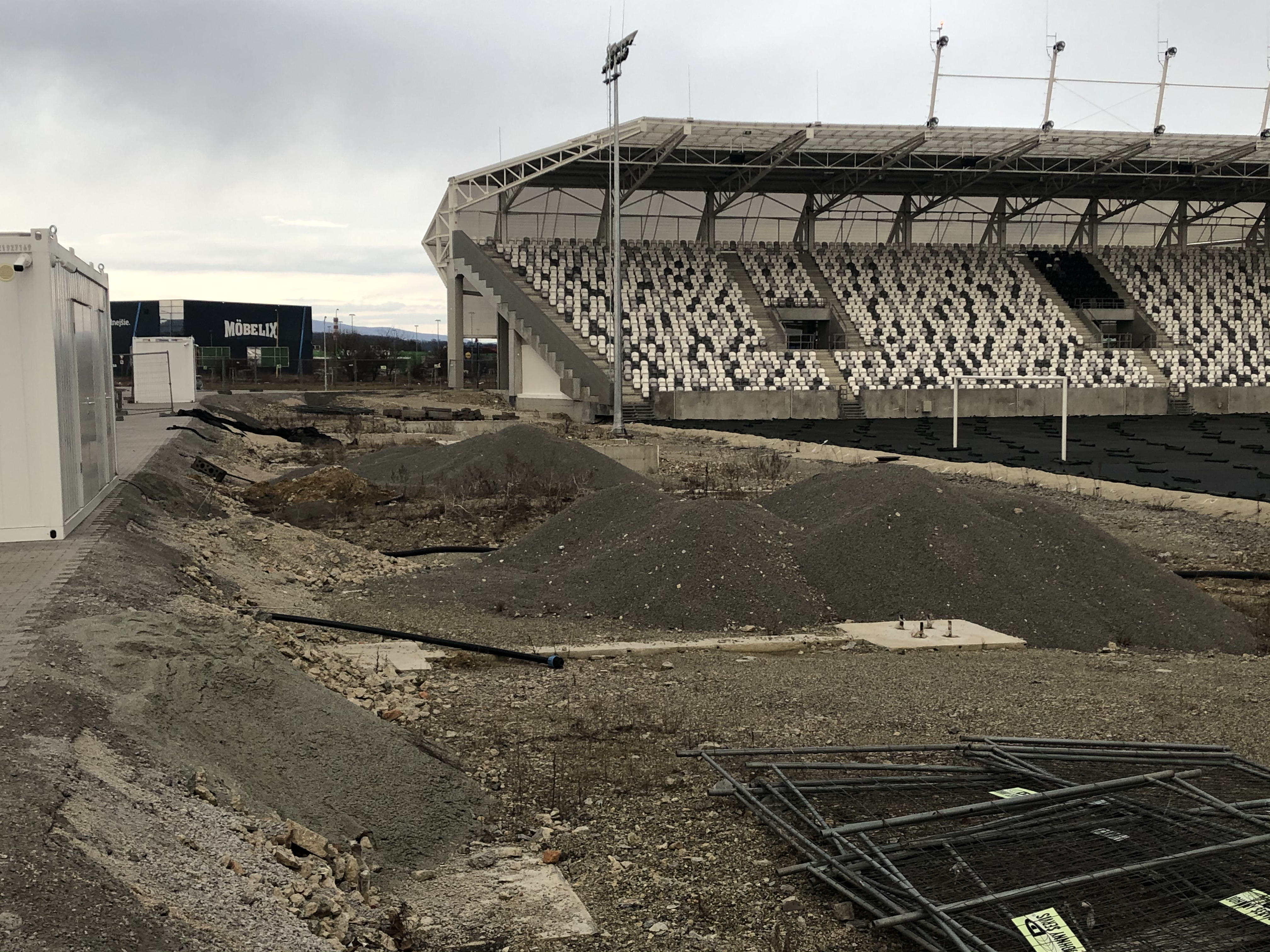